# Municipio Tupiza

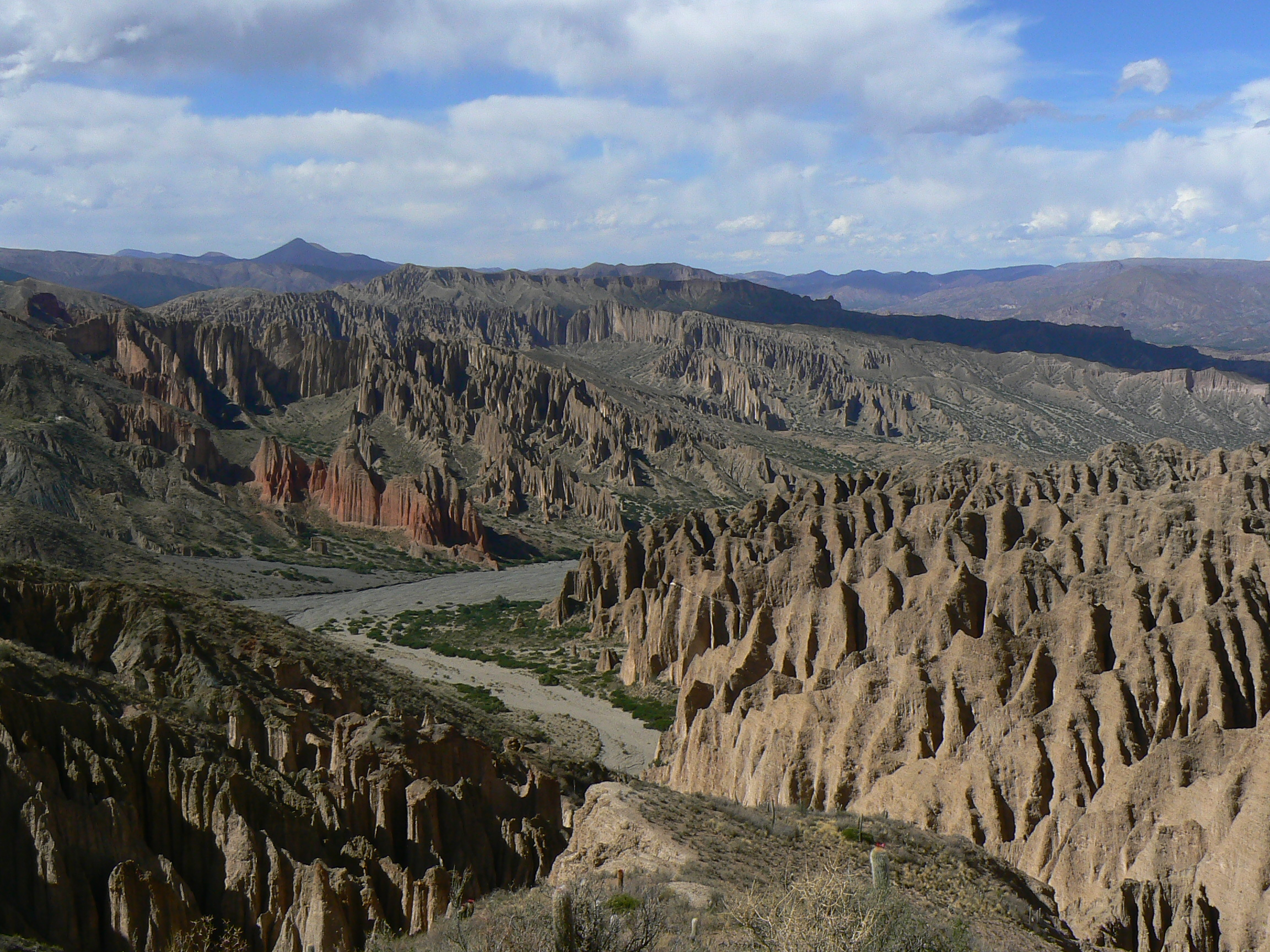
Formation „El Sillar“ im Municipio Tupiza

Das Municipio Tupiza ist ein Verwaltungsbezirk im Departamento Potosí im südamerikanischen Anden-Staat Bolivien.

## Lage im Nahraum
Das Municipio Tupiza ist eins von zwei Municipios in der Provinz Sur Chichas. Es grenzt im Norden an die Provinz Nor Chichas, im Westen an das Municipio Atocha und an die Provinz Nor Lípez, im Südwesten an die Provinz Sur Lípez, im Süden an die Republik Argentinien und an die Provinz Modesto Omiste, im Südosten an das Departamento Tarija und im Osten an das Departamento Chuquisaca.
Es erstreckt sich auf 130 Kilometer in Ost-West-Richtung und auf 100 Kilometer in Nord-Süd-Richtung. Hauptort des Municipio ist die Stadt Tupiza im Zentrum des Municipios.

## Geographie
Das Municipio Tupiza liegt im südlichen Teil der kargen Hochebene des bolivianischen Altiplano. Das Klima der Region ist wegen der Binnenlage kühl und trocken und durch ein typisches Tageszeitenklima gekennzeichnet, bei dem die Temperaturschwankungen zwischen Tag und Nacht in der Regel deutlich größer sind als die jahreszeitlichen Schwankungen (siehe Klimadiagramm Tupiza).
Die Jahresdurchschnittstemperatur liegt bei 13 °C und schwankt nur unwesentlich zwischen 8 °C im Juni/Juli und 16 °C von Dezember bis Februar. Der Jahresniederschlag beträgt nur etwa 300 mm, mit einer stark ausgeprägten Trockenzeit von April bis Oktober mit Monatsniederschlägen unter 10 mm, und einer Feuchtezeit von Dezember bis Februar mit 60 bis 80 mm Monatsniederschlag.

## Bevölkerung
Die Einwohnerzahl ist zwischen 1992 und 2024 um etwa ein Zehntel angestiegen:
| Jahr | Einwohner | Quelle       |
| ---- | --------- | ------------ |
| 1992 | 40.092    | Volkszählung |
| 2001 | 38.337    | Volkszählung |
| 2012 | 44.653    | Volkszählung |
| 2024 | 45.531    | Volkszählung |

Die Bevölkerungsdichte des Municipios bei der Volkszählung 2012 betrug 7,5 Einwohner/km², der Anteil der städtischen Bevölkerung lag bei 61 Prozent, der Anteil der unter 15-Jährigen an der Bevölkerung beträgt 44,5 Prozent.
Der Alphabetisierungsgrad bei den über 19-Jährigen beträgt 77 Prozent, und zwar 93 Prozent bei Männern und 65 Prozent bei Frauen. Wichtigste Sprache mit einem Anteil von 96 Prozent ist Spanisch, 56 Prozent der Bevölkerung sprechen Quechua. 88 Prozent der Bevölkerung sind katholisch, 8 Prozent evangelisch.
Die Lebenserwartung der Neugeborenen liegt bei 65 Jahren. 47 Prozent der Bevölkerung haben keinen Zugang zu Elektrizität, 69 Prozent leben ohne sanitäre Einrichtung.

## Politik
Ergebnis der Regionalwahlen (concejales del municipio) vom 4. April 2010:
| Wahl- berechtigte |  | Wahl- beteiligung | gültige Stimmen |  | PNP    | MAS-IPSP | M.O.P. | MSM   | AS    | FPV   |
| ----------------- |  | ----------------- | --------------- |  | ------ | -------- | ------ | ----- | ----- | ----- |
| 22.251            |  | 18.055            | 12.655          |  | 5.496  | 4.602    | 1.241  | 725   | 376   | 215   |
|                   |  | 81,1 %            | 70,1 %          |  | 43,4 % | 36,4 %   | 9,8 %  | 5,7 % | 3,0 % | 1,7 % |

Ergebnis der Regionalwahlen (elecciones de autoridades políticas) vom 7. März 2021:
| Wahl- berechtigte |  | Wahl- beteiligung | gültige Stimmen |  | MAS-IPSP | PAN-BOL | M.O.P.  | AS     |
| ----------------- |  | ----------------- | --------------- |  | -------- | ------- | ------- | ------ |
| 29.462            |  | 23.809            | 18.487          |  | 8.605    | 3.959   | 1.917   | 1.312  |
|                   |  | 80,81 %           | 77,65 %         |  | 46,55 %  | 21,42 % | 10,37 % | 7,10 % |

## Gliederung
Das Municipio unterteilt sich in die folgenden Kantone (cantones):
- 05-0801-01 Kanton Tupiza – 91 Ortschaften – 35.374 Einwohner (u. a. mit den Ortschaften Tupiza und Esmoraca)
- 05-0801-02 Kanton Suipacha – 31 Ortschaften – 3.570 Einwohner (u. a. mit den Ortschaften Suipacha und Chuquiago)
- 05-0801-03 Kanton Esmoraca – 5 Ortschaften – 461 Einwohner
- 05-0801-04 Kanton Talina – 6 Ortschaften – 220 Einwohner
- 05-0801-06 Kanton Chillco – 23 Ortschaften – 951 Einwohner (u. a. mit der Ortschaft Chillco)
- 05-0801-07 Kanton Oro Ingenio – 2 Ortschaften – 262 Einwohner
- 05-0801-09 Kanton Oploca – 10 Ortschaften – 1.390 Einwohner (u. a. mit der Ortschaft Oploca)
- 05-0801-10 Kanton Villa Pacheco – 13 Ortschaften – 724 Einwohner (u. a. mit der Ortschaft Villa Pacheco)
- 05-0801-11 Kanton Quiriza – 8 Ortschaften – 1.625 Einwohner
- 05-0801-12 Kanton Peña Blanca del Carmen – 1 Ortschaft – 76 Einwohner

## Ortschaften im Municipio Tupiza
- Kanton Tupiza
  - Tupiza 27.302 Einw. – Charaja 760 Einw. – Salo 362 Einw. – Tocloca 341 Einw. – Esmoraca 334 Einw. – Peña Amarilla 286 Einw. – Acnapa 205 Einw. – Hornillos 166 Einw. – San José de Pampa Grande 155 Einw.

- Kanton Suipacha
  - Chuquiago 880 Einw. – Santa Rosa 560 Einw. – Tomatas 247 Einw. – San Silvestre 244 Einw. – Suipacha 225 Einw.

- Kanton Esmoraca
  - San Miguel 237 Einw.

- Kanton Talina
  - Talina 119 Einw.

- Kanton Chillco
  - Chillco 112 Einw.

- Kanton Oro Ingenio
  - Oro Ingenio 166 Einw. – San José de Hornos 96 Einw.

- Kanton Oploca
  - Oploca 640 Einw.

- Kanton Villa Pacheco
  - Villa Pacheco 141 Einw.

- Kanton Quiriza
  - Thola Mayo 498 Einw. – Quiriza 271 Einw. – San Miguel de Kataty 181 Einw.

- Kanton Peña Blanca del Carmen
  - Peña Blanca del Carmen 76 Einw.